# Jesús Castillo (football, 2001)
Pour les articles homonymes, voir Jesús Castillo (homonymie).
Jesús Abdallah Castillo Molina, connu sous le nom de Jesús Castillo, né le 11 juin 2001 à Callao au Pérou, est un footballeur international péruvien jouant au poste de milieu offensif au Gil Vicente FC du Portugal.

## Carrière

### En club
Formé au Sporting Cristal, il est considéré comme l'une des jeunes promesses du football péruvien,. Il remporte notamment deux Torneo de Promoción y Reserva (en) (le tournoi des équipes réserves au Pérou) en 2019 avec le club avant d'être promu en équipe première à 18 ans, en décembre 2019[réf. nécessaire].
En 2020, il remporte le championnat du Pérou avec le Sporting Cristal. L'année suivante, il s'octroie la Copa Bicentenario 2021. Il dispute en outre deux éditions de la Copa Libertadores (2021 et 2022) et la Copa Sudamericana 2021, pour un total de neuf matchs joués dans la première compétition et quatre matchs dans la deuxième,.
En juillet 2023, Jesús Castillo quitte le Sporting Cristal et s'enrôle au Gil Vicente FC au Portugal.

### En équipe nationale
Jesús Castillo fait ses débuts en équipe du Pérou lors d'un match amical face au Panama, le 16 janvier 2022, comme titulaire.

## Statistiques

### En sélection nationale
| Saison                | Sélection             | Phases finales        | Phases finales | Phases finales | Phases finales | Éliminatoires CDM | Éliminatoires CDM | Éliminatoires CDM | Matchs amicaux | Matchs amicaux | Matchs amicaux | Total | Total | Total |
| Saison                | Sélection             | Compétition           | M              | B              | Pd             | M                 | B                 | Pd                | M              | B              | Pd             | M     | B     | Pd    |
| --------------------- | --------------------- | --------------------- | -------------- | -------------- | -------------- | ----------------- | ----------------- | ----------------- | -------------- | -------------- | -------------- | ----- | ----- | ----- |
| 2021-2022             | Pérou                 | -                     | -              | -              | -              | -                 | -                 | -                 | 2              | 0              | 0              | 2     | 0     | 0     |
| 2022-2023             | Pérou                 | -                     | -              | -              | -              | -                 | -                 | -                 | 2              | 0              | 0              | 2     | 0     | 0     |
| 2023-2024             | Pérou                 | Copa América 2024     | 1              | 0              | 0              | 2                 | 0                 | 0                 | 3              | 1              | 0              | 6     | 1     | 0     |
| 2024-2025             | Pérou                 | -                     | -              | -              | -              | 3                 | 0                 | 0                 | -              | -              | -              | 3     | 0     | 0     |
| Total sur la carrière | Total sur la carrière | Total sur la carrière | 1              | 0              | 0              | 5                 | 0                 | 0                 | 7              | 1              | 0              | 13    | 1     | 0     |

## Palmarès
Sporting Cristal
| - Championnat du Pérou (1) : - Champion : 2020. - Vice-champion : 2021. |  | - Copa Bicentenario (1) : - Vainqueur : 2021. |